# Anne Helen Petersen
Anne Helen Petersen es una escritora y periodista estadounidense. Trabajó como escritora sénior de cultura para BuzzFeed hasta 2020, cuando comenzó a escribir un boletín para suscriptores en Substack. Petersen también ha sido publicada en la sección de opinión de The New York Times.

## Primeros años y educación
Oriunda de Lewiston, Idaho, en 2007 Petersen obtuvo una maestría en inglés de la Universidad de Oregón y luego un doctorado en estudios de medios de comunicación en 2011 de la Universidad de Texas, donde estudió la historia de la industria del chisme.

## Carrera profesional
Mientras era profesora visitante en Whitman College, Petersen comenzó a escribir sobre temas de cultura popular para sitios de noticias y entretenimiento en línea (incluida la serie Scandals of Classic Hollywood en Hairpin) y descubrió que disfrutaba de la escritura no académica. En mayo de 2014 se mudó a Nueva York para escribir para BuzzFeed News.
En 2014, su primera pieza para BuzzFeed, «Jennifer Lawrence and the History of Cool Girls» («Jennifer Lawrence y la historia de las chicas guays»), se volvió viral. Ese mismo año también lanzó su primer libro, Scandals of Classic Hollywood («Escándalos del Hollywood clásico»), basado en su serie de artículos del mismo nombre en Hairpin. Informada por su beca, continuó escribiendo sobre celebridades durante su tiempo en BuzzFeed y BuzzFeed News, incluidos Adam Driver, Keira Knightley, Taylor Kitsch, Charlize Theron, Justin Timberlake, Kate Hudson, Margot Robbie, Jennifer Aniston, and Kim Kardashian. En 2017, Petersen escribió un artículo sobre el actor Armie Hammer, «Ten Long Years of Trying to Make Armie Hammer Happen» («Diez largos años tratando de hacer realidad a Armie Hammer»), analizando la imagen de estrella de Hammer de 2007 a 2017. El artículo se volvió controvertido y provocó críticas y reacciones negativas de Hammer, figuras de la industria cinematográfica y otros periodistas. Posteriormente, Petersen recibió acoso en línea.
Su trabajo en BuzzFeed no se limitó a las celebridades. Informó sobre el impacto causado por personas de ciudad migrando a zonas rurales durante la pandemia de COVID-19 en los Estados Unidos, préstamos estudiantiles, nativos estadounidenses votando en las elecciones, expansión de Medicaid, reasentamiento de refugiados, religión, los casos de abuso sexual contra Harvey Weinstein, y despedidas de soltera. Siendo nativa de Lewiston, Idaho; se le atribuyó el mérito de poder llevar una perspectiva rural y de pequeña ciudad a una audiencia nacional, sobre temas como Antifa, la política de armas de los Estados Unidos, la relación de la elección especial para la Cámara de Representantes por Montana de 2017 con la política nacional, y las protestas contra los encierros y aislamientos por COVID-19 en los Estados Unidos.
En 2019, Petersen escribió un artículo sobre el agotamiento de los millennials para BuzzFeed News que obtuvo más de 7 millones de visitas. Luego expandió esa pieza en un libro que se publicó en 2020, Can't Even: How Millennials Became the Burnout Generation («Ni siquiera puedo: cómo los millennials se convirtieron en la generación del agotamiento»).

## Vida personal
Petersen  vive en Missoula, Montana. Para septiembre de 2020, tenía 39 años. Ella es de ascendencia noruega.